# Dominanta (wieża widokowa)
Dominanta, także Info Glob (zapis stylistyczny: infoGLOB) – wieża widokowa wraz z mini pasażem handlowym w Gorzowie Wielkopolskim, znajdująca się na rondzie Świętego Jerzego.

## Historia

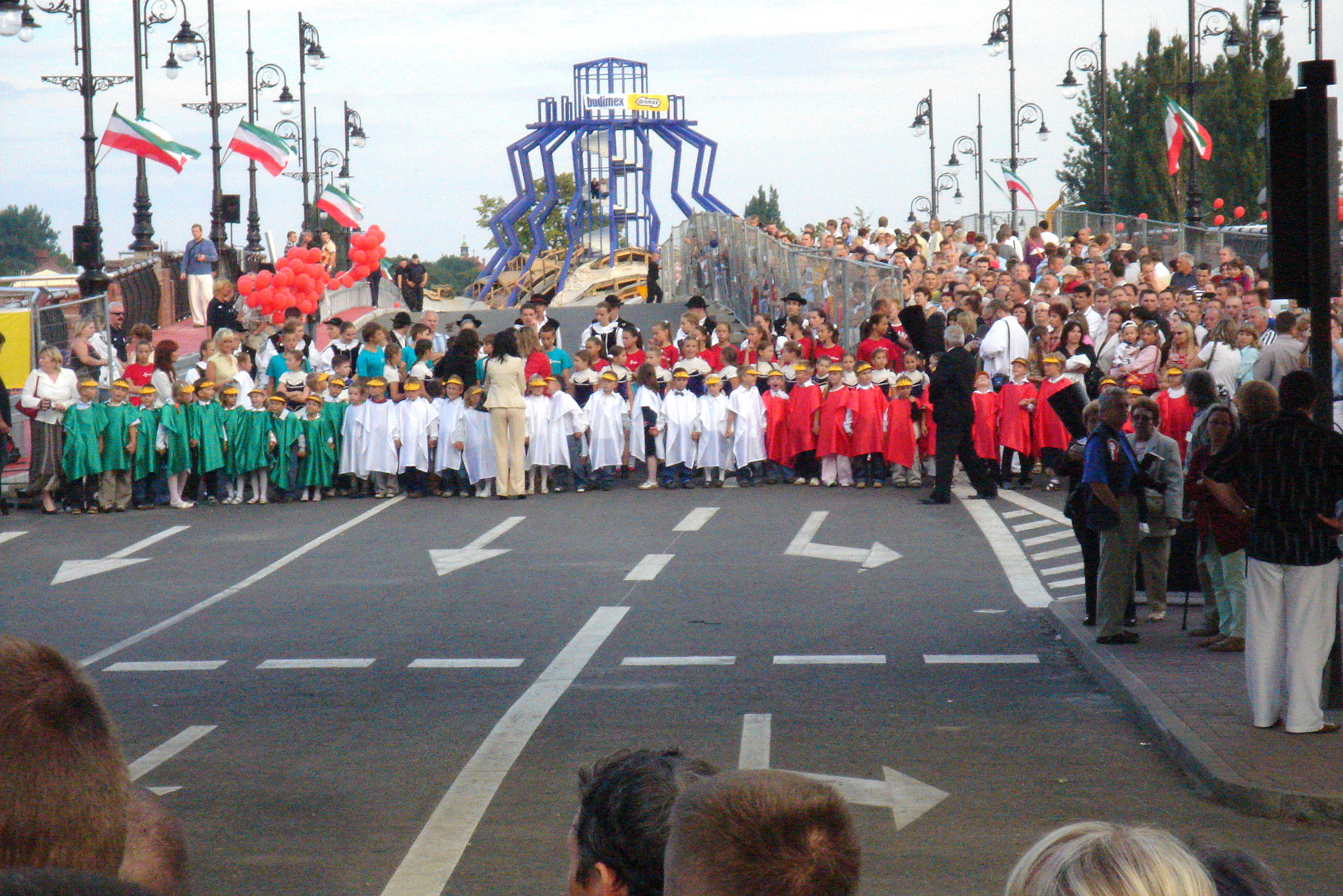
Uroczystość otwarcia Mostu Staromiejskiego 1 lipca 2007 roku (w tyle Dominanta)

Wraz z rondem Świętego Jerzego Dominanta powstała w wyniku przebudowy mostu Staromiejskiego. Budynek został zaprojektowany przez Autorską Pracownię Projektową „Format” (Małgorzata, Waldemar i Mateusz Kłosowscy). Budowę samego ronda ukończono w 2006 roku. W 2007 oddano taras widokowy na wieży. Oficjalnie budowla została oddana do użytku 18 lipca 2008 roku.
W mieście cyklicznie odbywają się imprezy z okazji wybudowania wieży, m.in. pięciolecia i dziesięciolecia otwarcia. Na Dniach Gorzowa 2016 odbyła się parada nawiązująca do Dominanty.
20 kwietnia 2013 roku pod budynkiem odbyła się wystawa prac Andrzeja Moskaluka i Emila Kaseli.

## Opis budynku

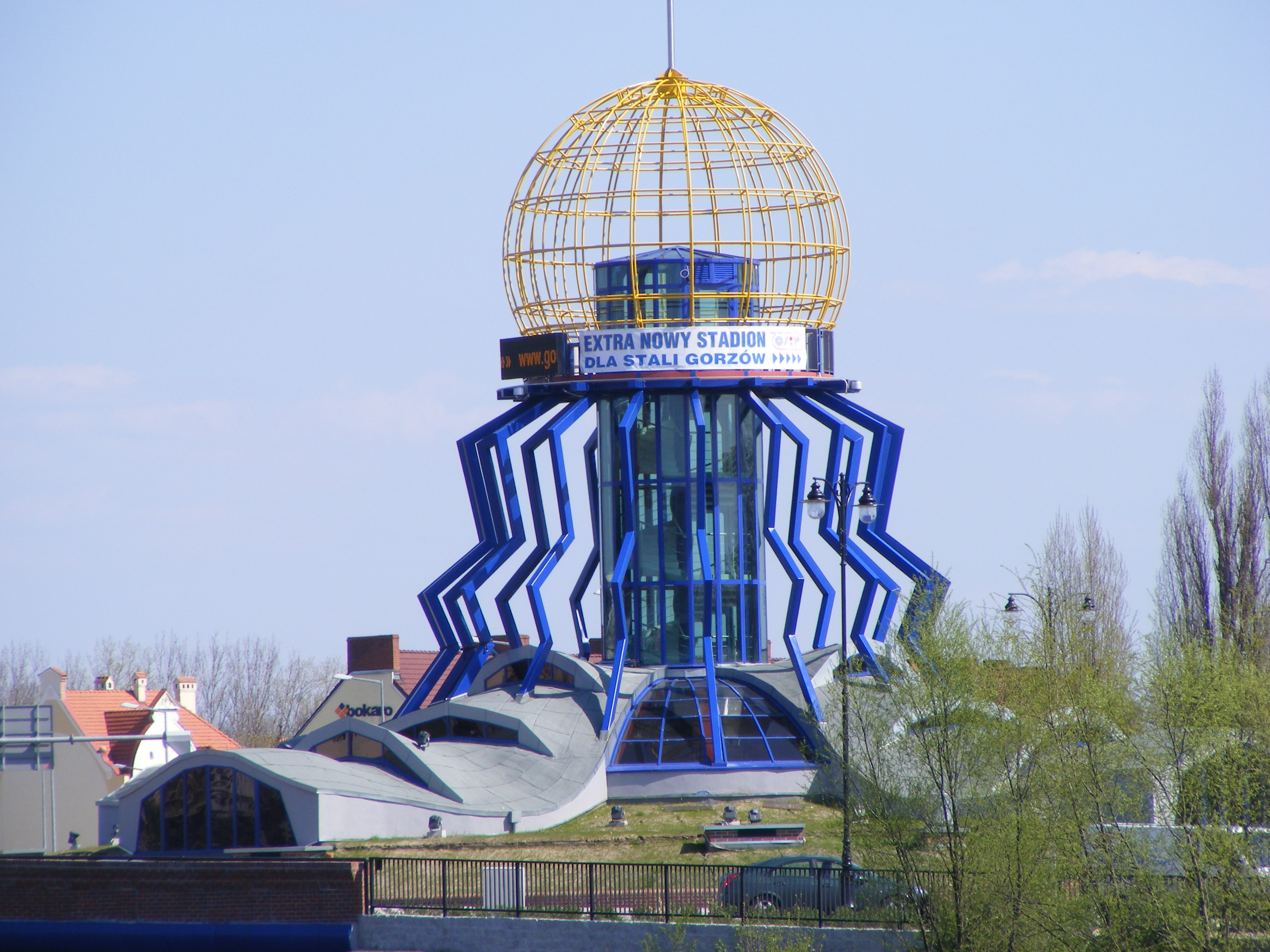
Dominanta w kwietniu 2008

Wieża Dominanta składa się z ażurowej kuli (postawiona 16 lipca 2007 roku) otoczonej tarasem widokowym (który został oddany dla turystów w połowie lipca 2007 roku), szklanego walca ze spiralnymi schodami prowadzącymi z podziemnego holu na taras oraz osiemnastu giętych podpór. Ściany pokryte są nazwami różnych miast ze wskazaniem ich odległości od Dominanty oraz nazwami miast partnerskich współpracujących z Gorzowem Wielkopolskim. Ma wysokość 20 metrów. Na budynku zainstalowana została trzymetrowa elektroniczna tablica wyświetlająca wiadomości z Gorzowa Wielkopolskiego, temperaturę, zapowiedzi imprez masowych itd. Do wieży prowadzą dwa zejścia podziemne: od ulicy Przemysłowej i Grobla.
Konstrukcja została przystosowana do roli galerii handlowej, na którą jest przeznaczone 10 pomieszczeń. Na środku holu zamontowano kulistą fontannę ustawioną na mozaice przedstawiającej różę wiatrów.
W pobliżu Info Globu znajduje się centrum handlowe NoVa Park.

## Odbiór
Kontrowersyjny obiekt spotkał się z dużą krytyką. Budynek był wielokrotnie komentowany przez osoby publiczne. Jest jednak również jedną z najbardziej charakterystycznych budowli Gorzowa Wielkopolskiego.
Wieża przypomina budową pająka, dlatego też jest potocznie nazywana „Pająkiem”, „Pajączkiem” „Pajęczycą”, „Wielką Pajęczycą”, „Robaczkiem” czy „Teklą” (pajęczycą z serialu Pszczółka Maja).
Dominanta została odznaczona antynagrodą Makabryła za najgorszy budynek 2007 roku.
Gorzowscy artyści, Adams i Polisz Justin, nagrali utwór muzyczny dotyczący wieży pt. „Dominanta” (z albumu 750+1, wydanego w 50 egzemplarzach na 751-lecie Gorzowa Wielkopolskiego).
Info Glob uważany jest za jedną z najdziwniejszych budowli w Polsce. W 2012 roku (oraz następnie w 2016) radny Gorzowa Wielkopolskiego Jerzy Wierchowicz dał propozycję przebudowy budynku. Projekt nie doszedł do skutku. W 2018 roku jedna z mieszkanek Zawarcia złożyła wniosek wyburzenia górnej części Dominanty do budżetu obywatelskiego miasta, jednak urzędnicy wystawili tej propozycji negatywną opinię. 

## Galeria

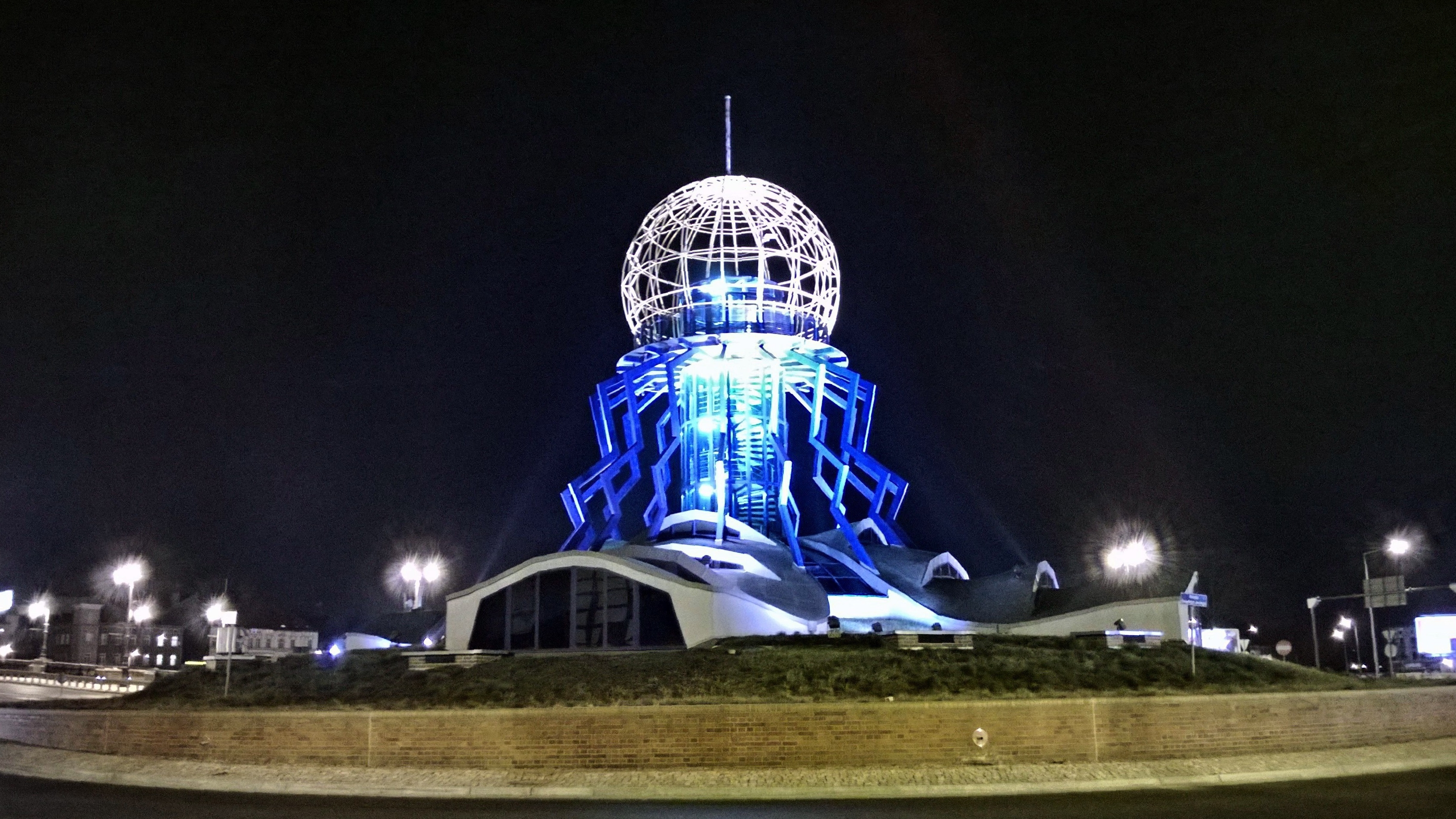
Dominanta oświetlona w trakcie nocy
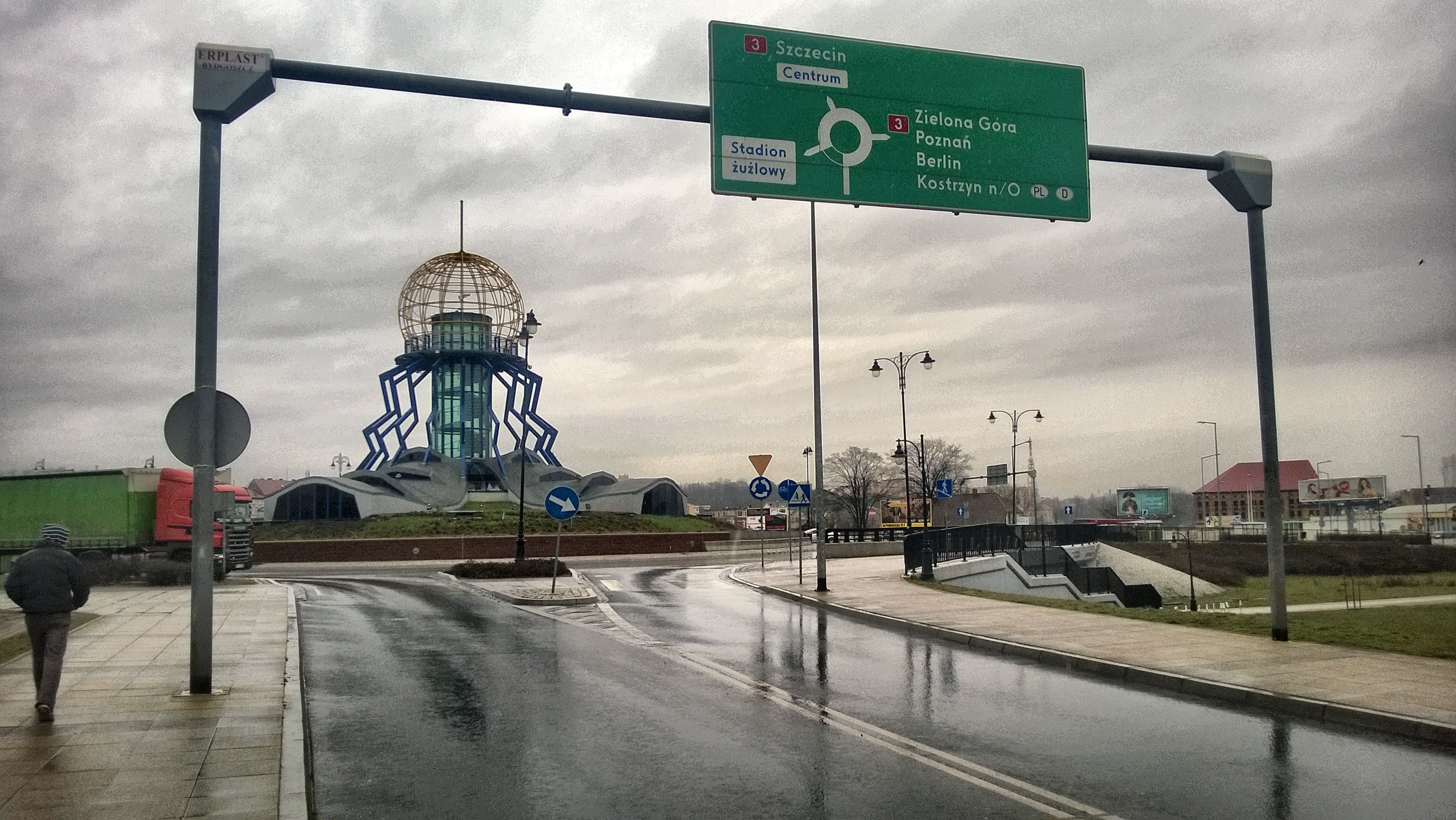
Info Glob: widok z ronda świętego Jerzego
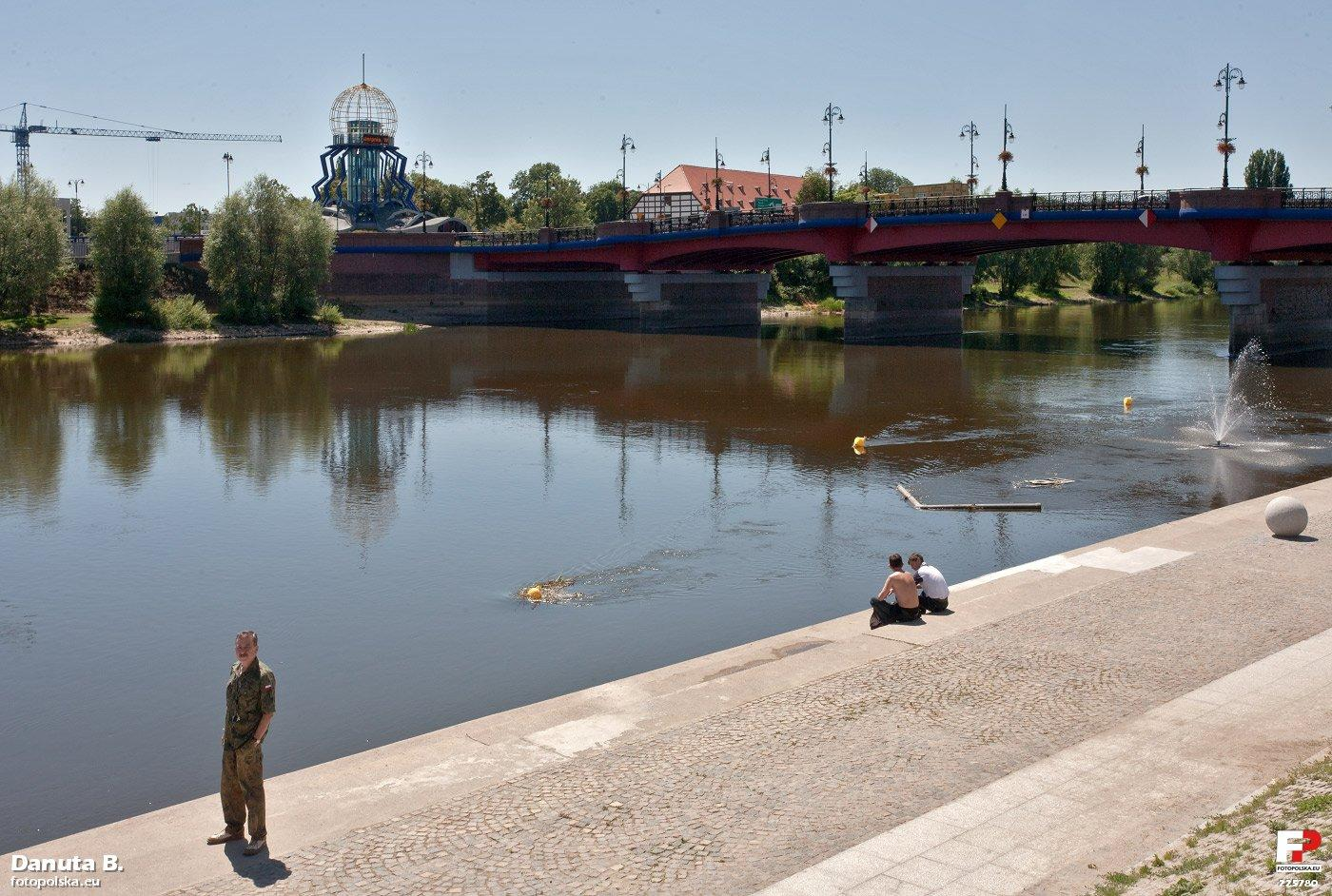
Wieża: widok znad rzeki Warty
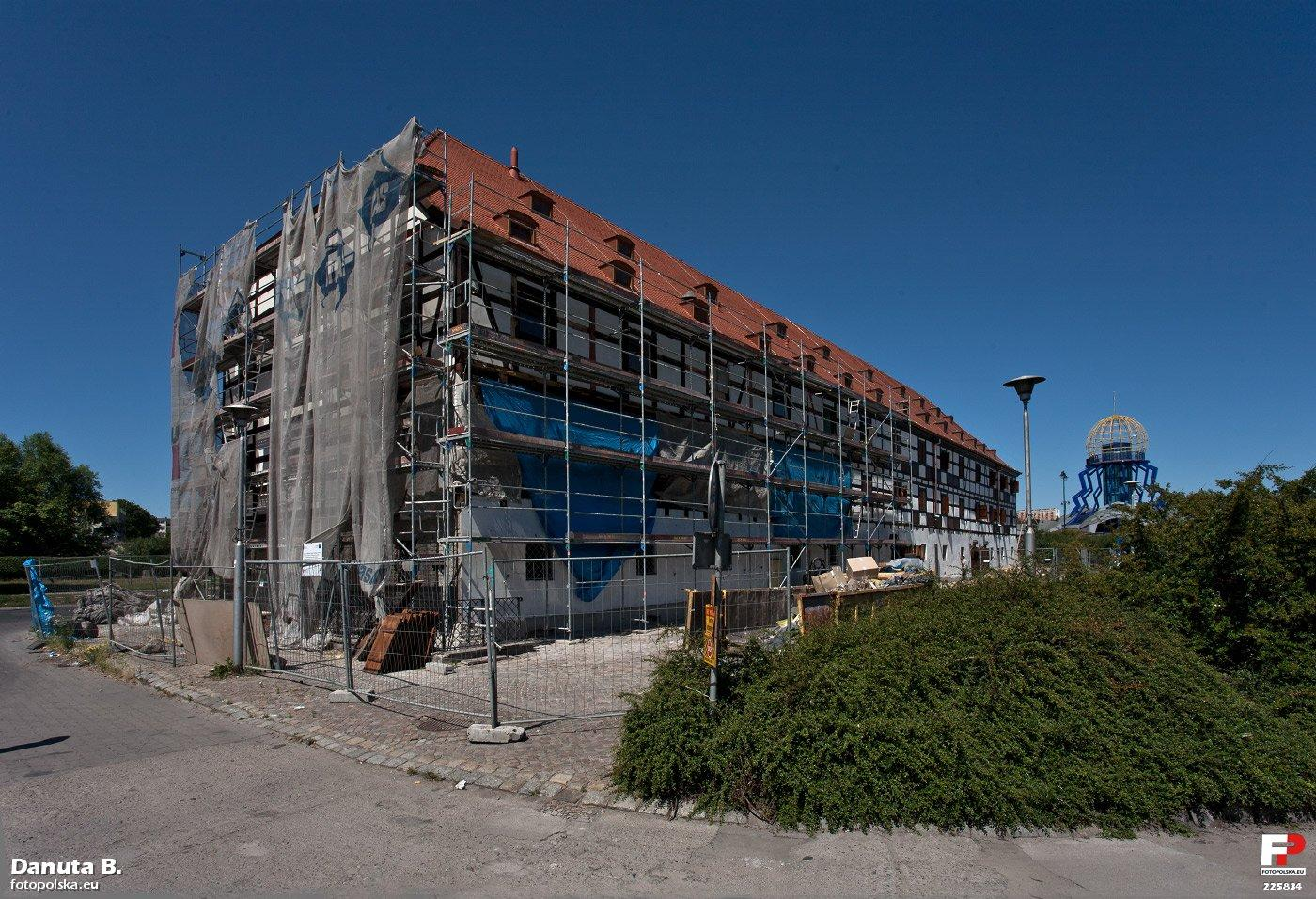
Muzeum Lubuskie im. Jana Dekerta w Gorzowie Wielkopolskim, w tyle Dominanta
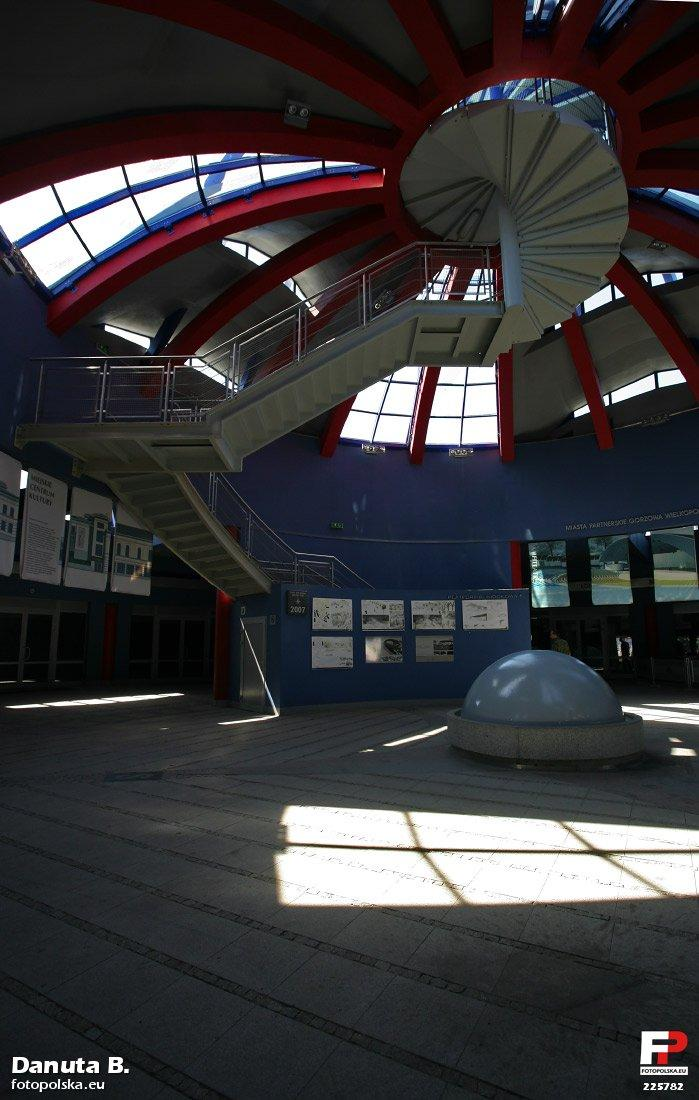
Dominanta (we wnętrzu budynku)